# Ramsayellus conspicuus
Ramsayellus conspicuus är en kvalsterart som först beskrevs av Berlese 1916.  Ramsayellus conspicuus ingår i släktet Ramsayellus och familjen Humerobatidae. Inga underarter finns listade i Catalogue of Life.